# Maria Immaculata (Zusmarshausen)

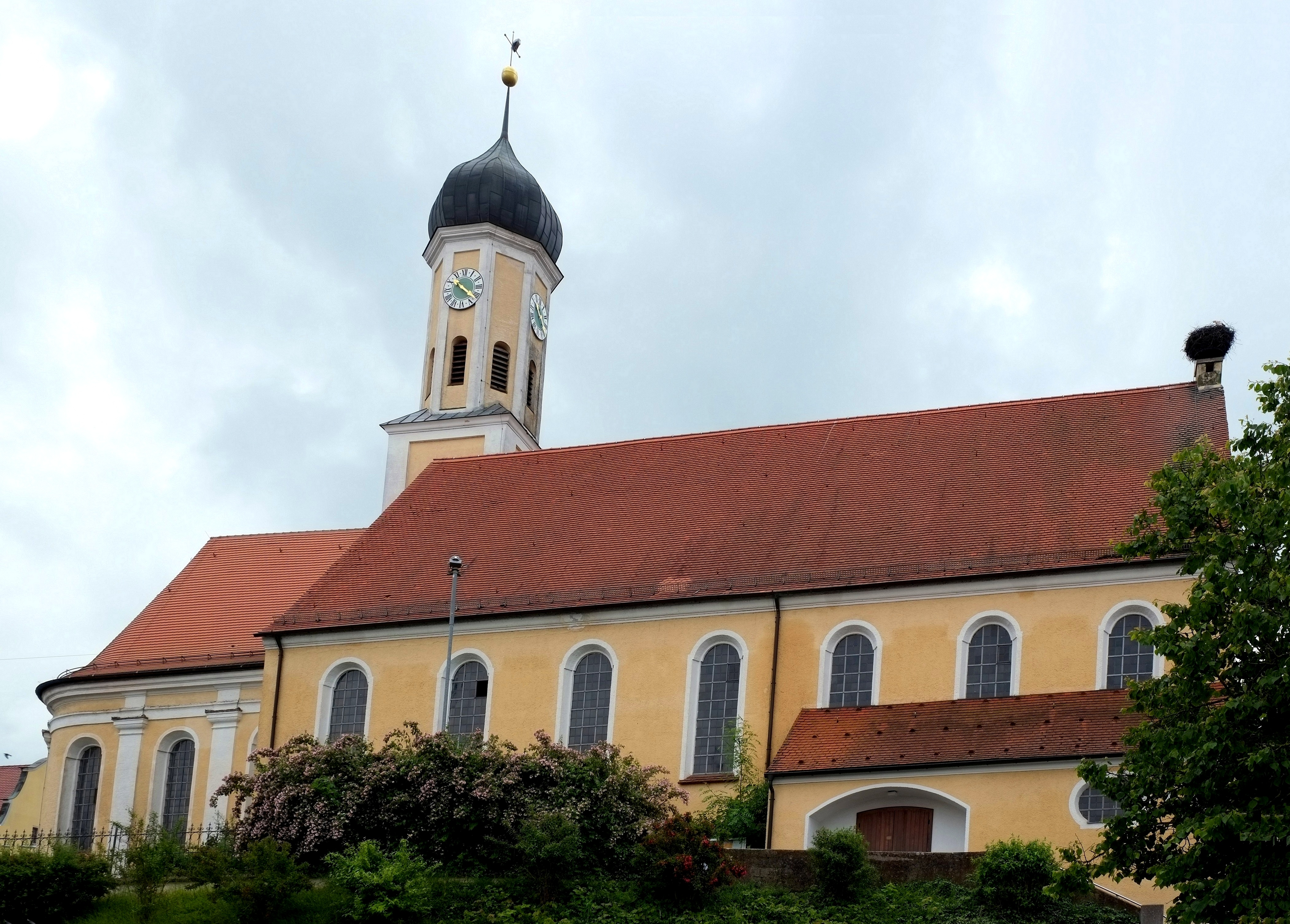
Pfarrkirche Maria Immaculata in Zusmarshausen

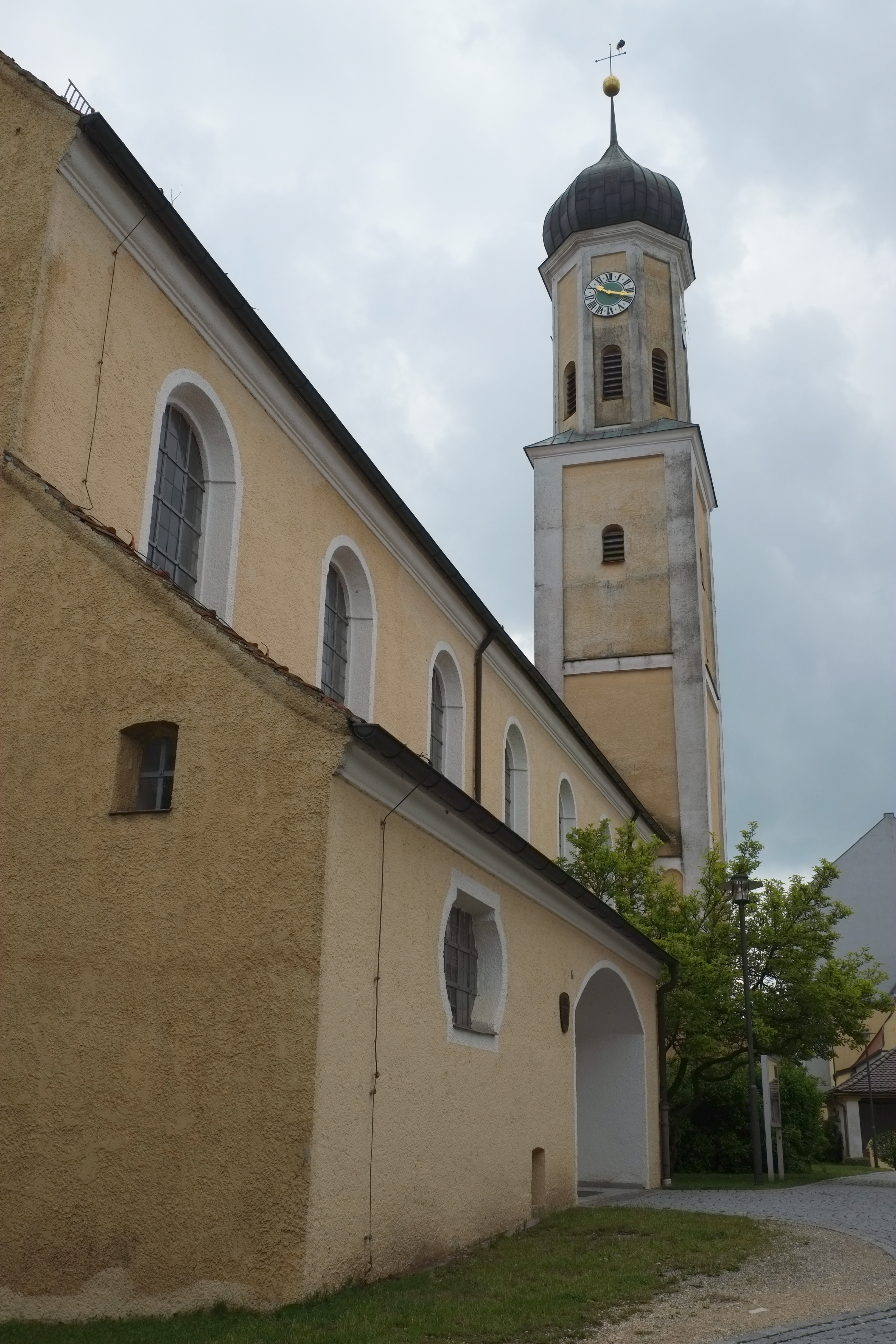
Turm und Kirchenschiff

Die römisch-katholische Pfarrkirche Maria Immaculata befindet sich in der Marktgemeinde Zusmarshausen im schwäbischen Landkreis Augsburg in Bayern. Das baufällige, spätgotische Langhaus wurde mit Ausnahme des spätgotischen Kirchturms mit Oktogon und barocken Chores von 1939 bis 1944 durch ein neues, vergrößertes Kirchenschiff ersetzt. Die Kirche ist als Baudenkmal in die Bayerische Denkmalliste eingetragen.

## Geschichte

### Frühgeschichte
Das Marien-Patrozinium könnte auf ein hohes Alter der Pfarrei hinweisen. Im Frühmittelalter entstand an der Stelle eine karolingische Holzkirche, die jedoch archäologisch nicht nachgewiesen ist. Sie dürfte bereits unter der Regierungszeit König Arnulfs existiert haben, als der Ort 892 in einer Urkunde erstmals erwähnt wurde. Um 1000 erfolgte die Errichtung einer steinernen Kirche im romanischen Stil. Ein Teil des Ortes war früher im Besitz der Markgrafschaft Burgau, der bischöflich-augsburgische Anteil war vermutlich ein aus einer karolingischen Schenkung hervorgegangenes Kirchengut. Am 4. Juli 1295 verkaufte Heinrich V. Markgraf von Burgau Zusmarshausen mit dem Kirchensatz, Gericht, Marktrecht und Zugehör, als vormaliges Lehen des Bischofs von Augsburg, an die Brüder Hartmann und Heinrich Langenmantel sowie deren Oheim Rudiger. Das Präsentationsrecht der Pfarrei Zusmarshausen besaß zunächst der jeweilige Bischof, darauf seit 1295 die Langenmantel, und später die Familien Bach und Rehm. 1395 fiel das Recht durch den Rückkauf von Zusmarshausen an den Bischof zurück. Seit 1362 ist eine Frühmessstiftung der Pfarrgemeinde belegt. In der Spätgotik entstanden die Untergeschosse des heutigen Kirchturms. 

### Neuzeit
1625 wurde eine Corporis-Christi-Bruderschaft gegründet, die in Zusmarshausen bis 1975 existierte und 1693 der Hauptbruderschaft bei Heilig-Kreuz in Augsburg einverleibt wurde. 1671 wurde das baufällige Frühmesshaus abgebrochen, der Benefiziat bezog darauf eine Wohnung im Ort. Auf dem zur Kirche gehörenden alten Gottesacker errichtete man 1690 die Friedhofskapelle St. Anton, sie ersetzte die in nordöstlicher Richtung stehende Kapelle St. Michael, die bereits im 19. Jahrhundert nicht mehr existierte. Ausgrabungen von 1861 brachten dort die Grundmauer mit romanischer Apsis zu Tage. Das Turm-Oktogon wurde um 1700/01 von Georg Rainer erbaut. 1712 erfolgten unter Pfarrer Christoph Steriz möglicherweise ebenfalls durch Rainer der Neubau des Chores und die Umgestaltung des Innenraumes im Barockstil. 1743 fertigten die Zusmarshauser Zimmermeister Dionysus Ayernschmalz und Andreas Weber eine neue Turmkuppel. Im 19. Jahrhundert wurde die Kirche mehrmals restauriert und eine bemalte Kassettendecke eingezogen. Zudem wurden neue Altäre und eine Kanzel angeschafft. 1817 erfolgte nahe der Kirche die Errichtung eines neuen Pfarrhofes. Mitte des 19. Jahrhunderts waren folgende Orte nach Zusmarshausen eingepfarrt: Vallried mit einer 1710 errichteten Marienkapelle in welcher viermal im Jahr eine Messe zelebriert wurde, Kleinried, Lindgraben und Salenbach. Des Weiteren existierte für den gesamten Pfarrbezirk eine Schule mit einem Lehrer und einem Gehilfen.

### Neubau

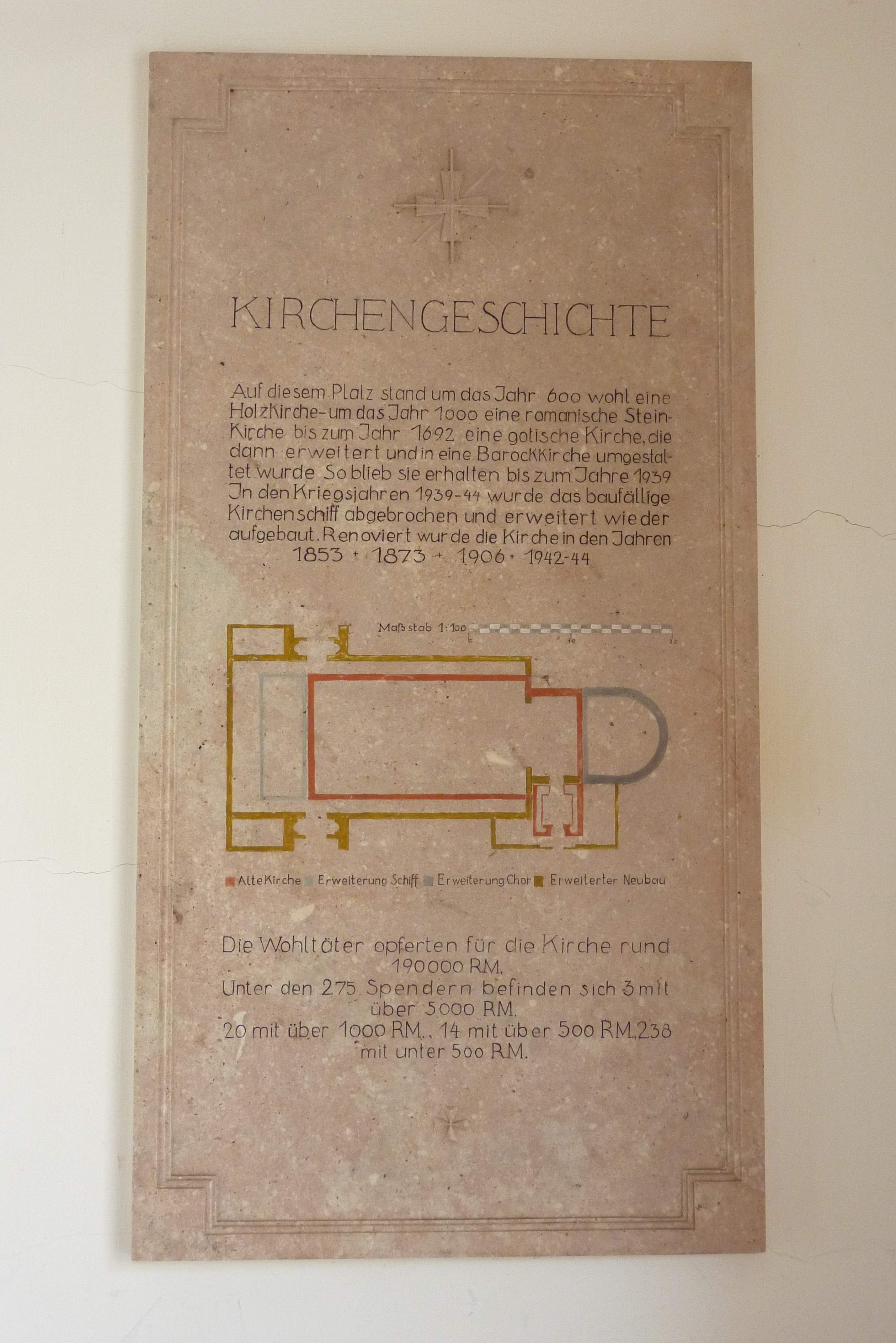
Gedenktafel

1939 erfolgte der Abbruch des baufälligen, spätgotischen Langhauses und bis 1944 nach Entwürfen von Anton Wenzel und Michael Kurz der Bau eines vergrößerten Kirchenschiffes in Anlehnung an den Vorgängerbau. 1979/80 wurden Chor und Hochaltar neu gestaltet. 2003 ließ man unter der Empore eine Taufkapelle einrichten. Maria Immaculata bildet heute zusammen mit den Pfarreien St. Martin in Gabelbach, St. Leonhard in Gabelbachergreut, St. Vitus in Steinekirch, St. Stephan in Wollbach und St. Michael in Wörleschwang die Pfarreiengemeinschaft Zusmarshausen, deren Hauptpfarrei sie ist. Das Kirchweihfest wird traditionell am Tag Mariä-Empfängnis am 8. Dezember begannen.

## Beschreibung
Die Pfarrkirche steht auf einer Anhöhe im Ortszentrum. Der langgestreckte Saalbau besitzt einen pilastergegliederten Chor mit halbrundem Schluss. Auf der südlichen Seite befindet sich der Kirchturm mit Oktogon und Zwiebelhaube. Das Langhaus hat sieben Achsen mit rundbogigen Fenstern. Der Kirche umgebende Friedhof wurde im 19. Jahrhundert aufgelassen und an den Ortsrand verlegt. 

## Ausstattung

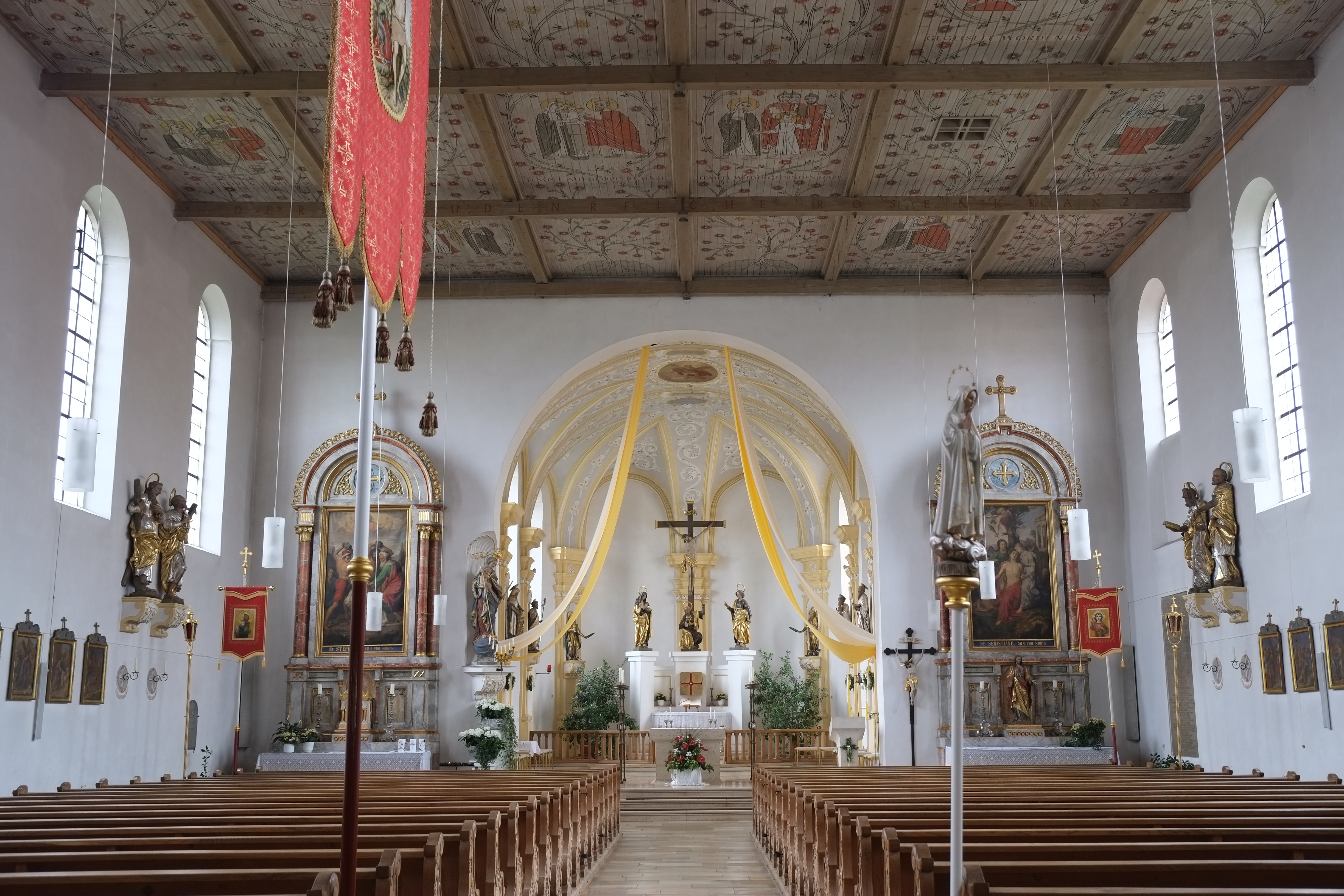
Innenraum

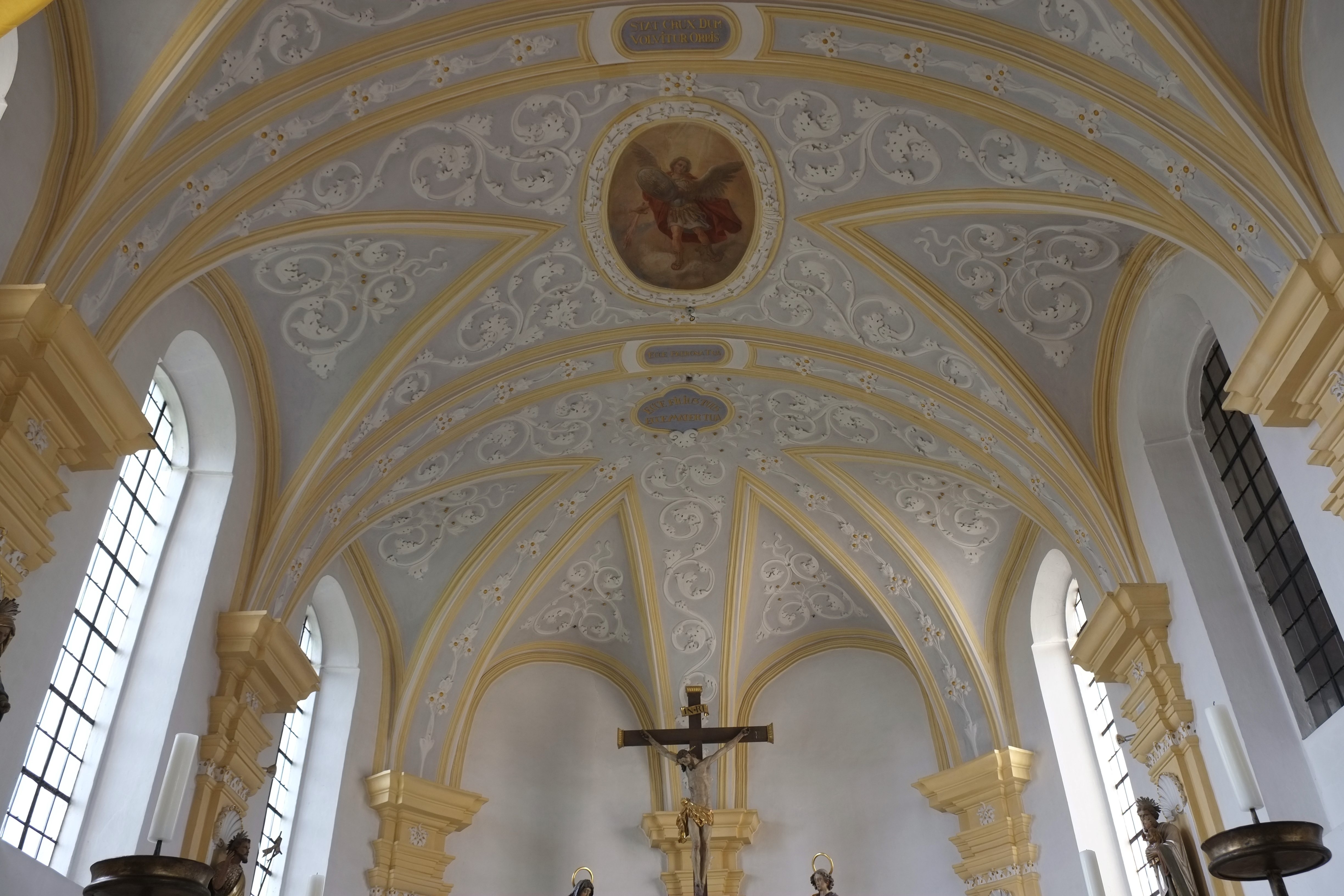
Chorgewölbe

Die Stuckarbeiten im Chor wurden 1712 vermutlich von Georg Rainer geschaffen. Die Deckenbilder im Chor zeigen den hl. Michael und den hl. Antonius von Padua. Die Kreuzgruppe auf dem Hochaltar mit den Figuren der hl. Maria, Maria Magdalena und Johannes Evangelist von 1630 werden der Werkstatt des Bildhauers Christoph Rodt aus Neuburg an der Kammel zugeschrieben. Auf der linken Seite des Chorbogens befindet sich die Sandsteinfigur Maria vom Siege von 1720/25. Die Langhauswände zieren 12 Apostelfiguren aus Holz aus der Zeit um 1720. Die Seitenaltäre im neuromanischen Stil wurden um 1853 gefertigt.
Die Kanzel aus dem Jahr 1853 wurde entfernt. Die Deckenfresken im Langhaus mit der Darstellung der fünfzehn Rosenkranzgeheimnisse ließ Karl Manninger 1952 anfertigen. Die Orgel auf der Empore im hinteren Teil der Kirche wurde 1984 von der Orgelwerkstatt Rudolf Kubak in Augsburg als Opus 70 gebaut. Sie verfügt über 33 Register auf zwei Manualen und Pedal.

Grabsteine
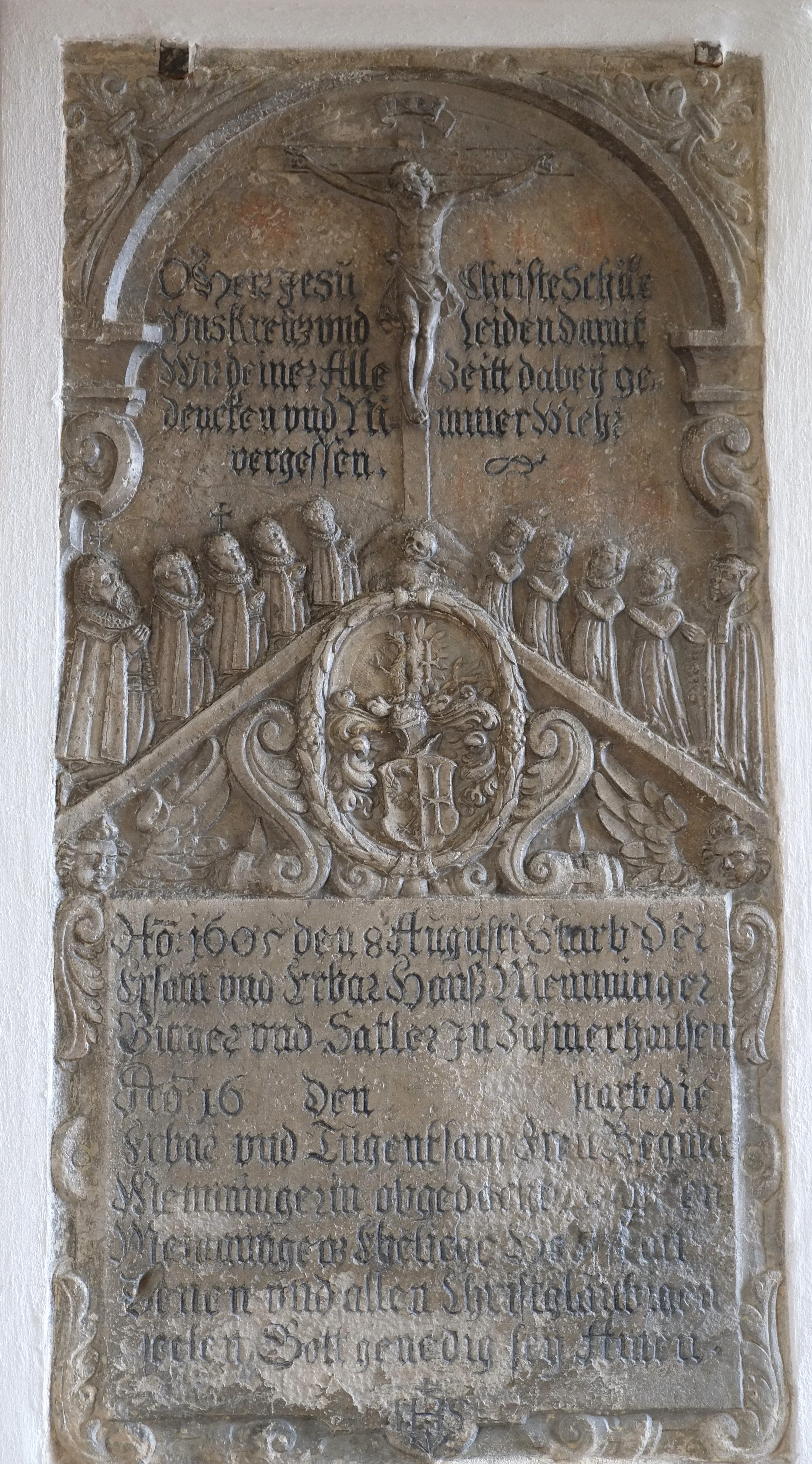
Epitaph für Hans Memminger († 1605)
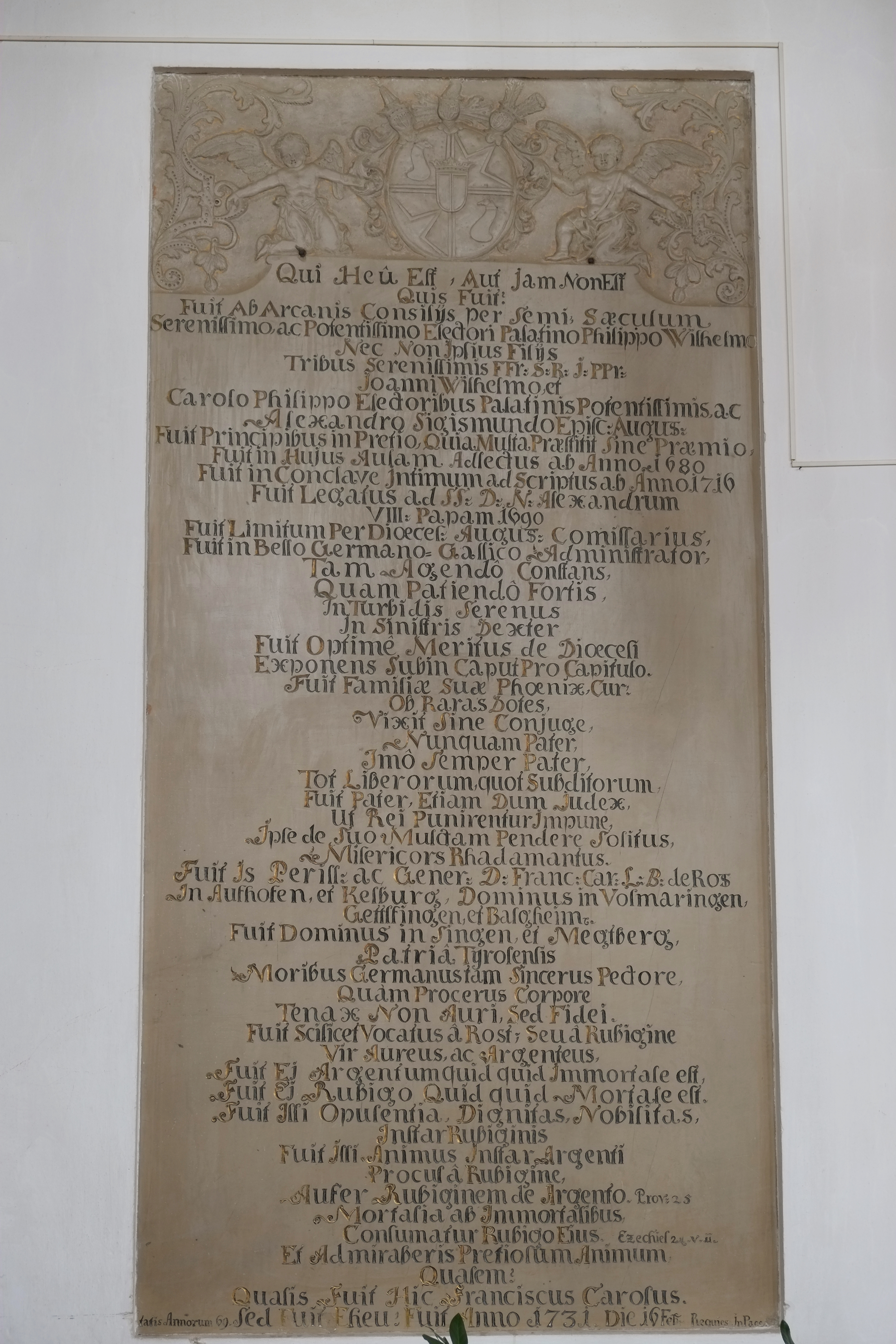
Epitaph für Franz Karl von Rost († 1731)
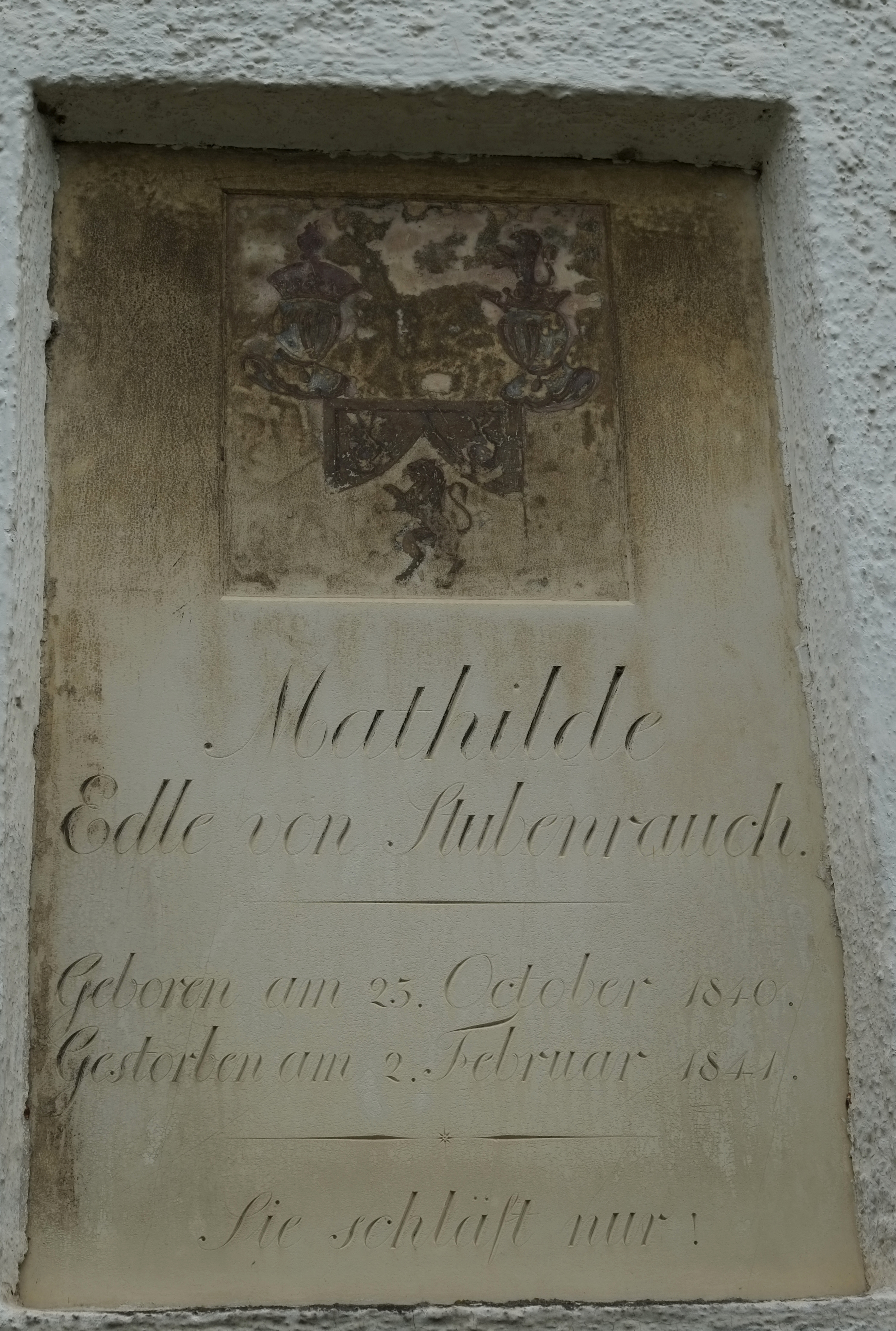
Epitaph für Mathilde Edle von Stubenrauch († 1841)